# 村上由美子

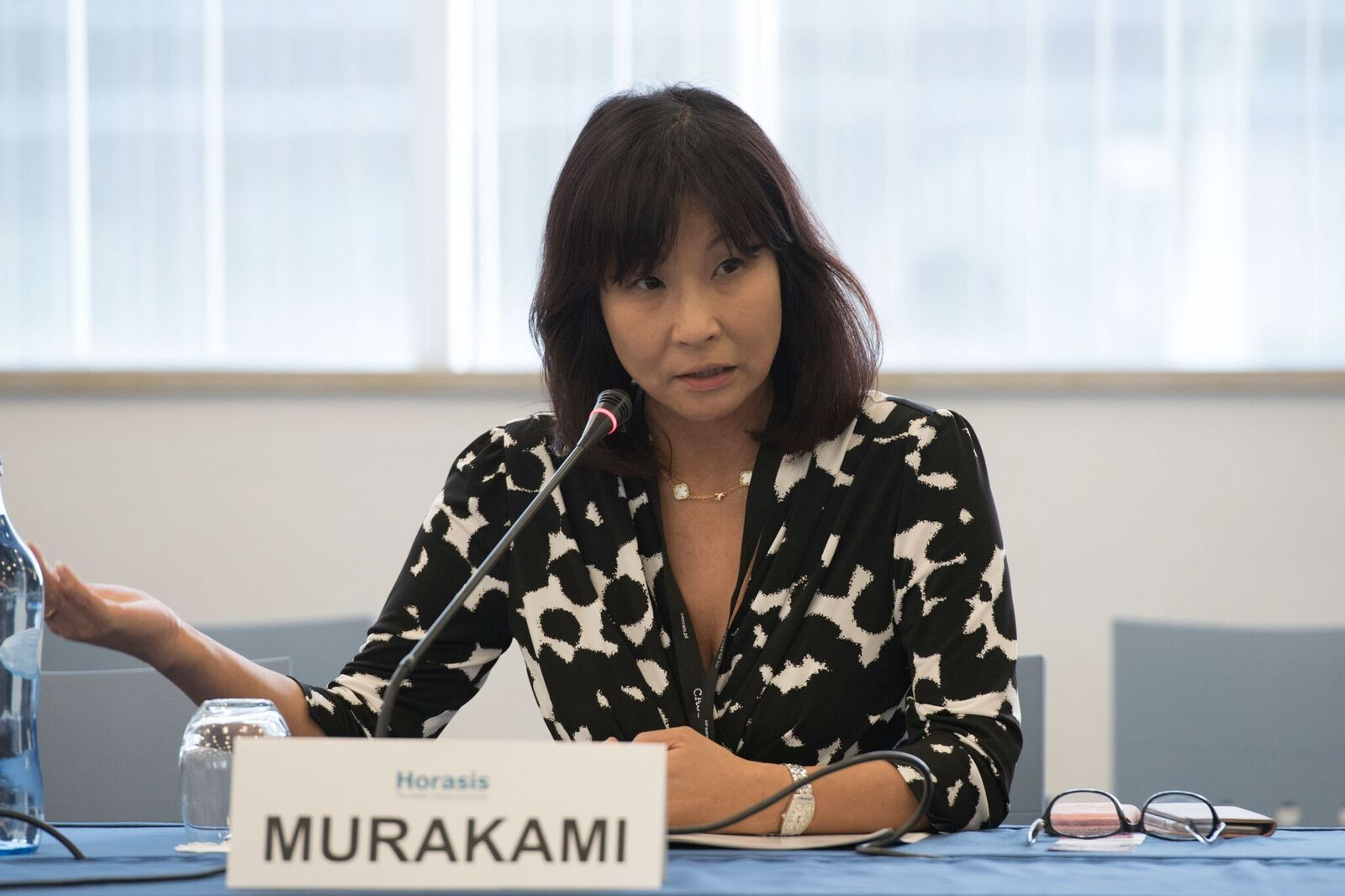
2018年5月

村上 由美子（むらかみ ゆみこ、1965年（昭和40年）- ）は、日本の国際機関元職員。島根県出身。経済協力開発機構（OECD）東京センター元所長。

## 人物・経歴
島根県松江市出身。1987年（昭和62年）上智大学外国語学部卒業。1989年（昭和64年）米・スタンフォード大学大学院国際関係学修士課程修了。同年、国際連合に就職。1989年（昭和64年）から1991年（平成3年）までバルバドスで国連開発援助プログラムを担当。1991年（平成3年）ニューヨークの国連事務局でリモート・センシングの平和的利用推進に従事。1991年（平成3年）から1992年（平成4年）まで国際連合カンボジア暫定統治機構で人権擁護オフィサーを務めて、退職。
1994年（平成6年）米・ハーバード大学大学院経営学修士課程修了。同年、ゴールドマン・サックスに入社。ロンドンでバイスプレジデント、ニューヨークと東京でマネージングディレクターを歴任。
2009年（平成21年）クレディ・スイスに転じ、マネージングディレクターに就任。
2013年（平成25年）経済協力開発機構（OECD）東京センター所長に就任。同ポストには外務省出身者が就くのが慣例だったが、民間企業出身者として初の同ポスト就任となった。
見方を変えれば、少子高齢社会・労働力不足であるからこそ、日本には他国にはない大きなチャンスがあると指摘し、2016年に『武器としての人口減社会』（光文社新書）を上梓している。ハーバードビジネススクールの日本アドバイザリーボードメンバーや、外務省日米経済研究委員会、経済産業省電力・ガス基本政策委員会等の政府委員会で委員を歴任。
2021年5月に、キャシー松井、関美和とともに、日本初のESG重視型グローバルベンチャーキャピタルファンドの「エムパワー・パートナーズ・ファンド」を始めた。同年内閣新しい資本主義実現本部新しい資本主義実現会議有識者。